# Dietmar Hogrefe
Dietmar Hogrefe (né le 25 août 1962 à Varel) est un cavalier allemand de concours complet.

## Carrière
Dietmar Hogrefe est champion d'Europe junior en 1981. En 1982, il devient champion d'Allemagne. Au Championnat du monde 1982, il est vice-champion par équipe avec Helmut Rethemeier, Rüdiger Schwarz et Herbert Blöcker. Son cheval Foliant est malade toute l'année 1983, ils reprennent la compétition l'année suivante. Aux Jeux olympiques d'été de 1984, il remporte la médaille de bronze par équipe avec Claus Erhorn, Bettina Overesch et Burkhard Tesdorpf et finit l'épreuve individuelle à la 12e place.
Par ailleurs, Dietmar Hogrefe étudie le droit et devient juge et directeur de l'Amtsgericht Lunebourg. Dans le sport, il organise des compétitions.